# Řád Bertholda I.

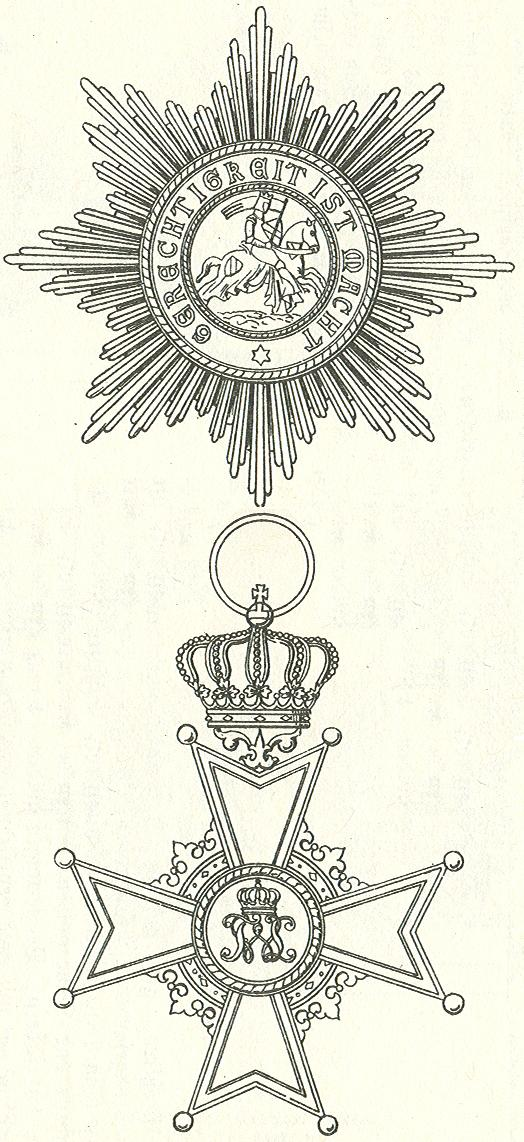
Řádová hvězda a odznak.

Řad Bertholda I. (německy Orden Berthold des Ersten) byl bádenský řád. Založil ho 29. dubna 1877 bádenský velkovévoda Fridrich I. Bádenský jako nejvyšší třídu Řádu zähringenského lva. 9. září 1896 došlo k osamostatnění řádu. Řád zanikl s pádem monarchie roku 1918.

## Vzhled řádu
Odznakem je zlatý bíle smaltovaný maltézský kříž, zakončený kuličkami a převýšený korunou. Mezi rameny kříže jsou umístěny zlaté koruny. V červeném středu se nachází korunované iniciály zakladatele FWL (Friedrich Wilhelm Ludwig). Na zadní straně je zobrazena zlatá koruna. za válečné zásluhy byly přidány dva zkřížené meče.
Hvězda je zlatá a osmicípá, v červeném středu je rytíř, cválající na koni, okolo se vine heslo GERECHTIGKEIT IST MACHT (Spravedlnost je síla). Hvězda komandéra 1. třídy je stříbrná a čtyřcípá.
Stuha červená se zlatými postranními pruhy.

## Dělení
Řád byl původně jen nejvyšší třídou Řádu zähringenského lva, měl tedy jeden stupeň. Od roku 1896, kdy byl vydělen, se dělí na čtyři třídy.
- velkokříž – stuha, hvězda, (za mimořádné zásluhy byl udělován i řetěz)
- komandér 1. třídy – u krku, hvězda
- komandér 2. třídy – u krku
- rytíř – na prsou